# Wołodymyr Raskatow
Wołodymyr Serhijowycz Raskatow (ukr. Володимир Сергійович Раскатов; ros. Владимир Сергеевич Раскатов, Władimir Siergiejewicz Raskatow; ur. 23 października 1957 w Zaporożu, zm. 11 stycznia 2014 w Kiszyniowie) – radziecki pływak i ukraiński trener pływania.

## Edukacja
W 1979 ukończył Państwowy Instytut Pedagogiczny w Zaporożu.

## Kariera

### Igrzyska olimpijskie
W 1976 wystartował na igrzyskach olimpijskich, na których był członkiem sztafety 4 × 200 m stylem dowolnym, która zdobyła srebrny medal z czasem 7:27,97 s oraz zdobył brązowy medal na 400 m tym samym stylem z czasem 3:55,76 s. W pierwszej rundzie zawodów na 400 m Raskatow pobił rekord olimpijski na tym dystansie z czasem 3:57,56 s.

### Mistrzostwa Europy
W 1977 został mistrzem Europy w sztafecie 4 × 200 m stylem dowolnym z czasem 7:28,21 s.

### Mistrzostwa ZSRR
W 1976 został mistrzem ZSRR na 400 m stylem dowolnym z czasem 3:58,02 s (rekord Europy) i wicemistrzem w sztafecie 4 × 200 m tym samym stylem z czasem 7:44,23 s. W 1977 zdobył srebrny medal mistrzostw ZSRR na 400 m stylem dowolnym z czasem 3:57,8 s oraz brązowy na 200 m tym samym stylem z czasem 1:54,1 s. W 1978 wywalczył wicemistrzostwo ZSRR w sztafecie 4 × 200 m stylem dowolnym z czasem 7:47,88 s oraz brązowy medal mistrzostw kraju na 400 m tym samym stylem z czasem 3:57,22 s. W 1979 został brązowym medalistą mistrzostw ZSRR w sztafecie 4 × 200 m stylem dowolnym z czasem 7:40,20 s.

## Nagrody i odznaczenia
Zasłużony Mistrz Sportu ZSRR (1977), odznaczony Orderem „Znak Honoru” i Orderem Czerwonego Sztandaru Pracy (1976).

## Losy po zakończeniu kariery
W latach 80. przeprowadził się do Mołdawii, gdzie do 2000 pracował jako trener. Zmarł 11 stycznia 2014 w Kiszyniowie, a pochowany został trzy dni później w tym samym mieście.